# Хуэгос Медитерранеос
Эстадио де лос Хуэгос Медитерранеос (исп. Estadio de los Juegos Mediterráneos) — многофункциональный стадион, расположенный в городе Альмерия, в Андалусии (Испания). Вместимость стадиона составляет около 15 200 зрителей. Хуэгос Медитерранеос — домашняя арена футбольного клуба «Альмерия». Стадион был построен к Средиземноморским играм 2005 года, его название с испанского языка переводится как Стадион Средиземноморских игр.
До открытия стадиона Хуэгос Медитерранеос «Альмерия» проводил домашние матчи на муниципальном стадионе Хуан Рохас (исп. Estadio Municipal Juan Rojas), который после возведения Хуэгос Медитерранеос в основном используется резервной командой «Альмерии». Хуэгос Медитерранеос строился как главная арена Средиземноморских игр 2005 года. На стадионе прошли церемонии открытия (23 июня) и закрытия (3 июля), также здесь проводились соревнования по лёгкой атлетике и футболу в рамках этих игр.
9 февраля 2005 года на стадионе сборная Испании разгромила (5:0) сборную Сан-Марино в рамках отборочного турнира чемпионата мира 2006 года.